# Касити
Каситите (на акадски: кашу) са древни племена обитавали в днешен Западен Иран горното течение на река Дияла и притоците ѝ в съседство със северозападните предели на Елам.
Каситският им език е изолиран език, като е изказана хипотезата, че е тъждествен на митанийския арийски, т.е. че бил индоевропейски език.

## История
Каситите първоначално населявали някогашната територия на кутиите - Загрос. В сражения като ударна сила използвали колесници. . Предполага се, че от каситските ездачи произлиза митологичния образ на кентавър. По долината на река Дияла, каситите още в края на първата вавилонска династия, т.е. на аморейската на Хамурапи извършвали опостушителни набези във Вавилония.
Една група касити още в 18 век пр.н.е. се заселила в Северна Месопотамия по течението на притока на Ефрат - Хабур, където каситската конница била използвана като наемна между враждуващите семитски царства.
Благодарение на хетите, каситите в 1595 г. пр.н.е. превземат Вавилон и установяват властта на т.нар. каситска династия над цялата страна  в периода XVI—XII вв. пр.н.е., а каситският вавилонски цар Улам-Буриаш в 1430 г. пр.н.е. завладява и приморската страна, наричайки себе си с титула „цар на Вавилон, цар на Шумер и Акад, цар на каситите и цар на Кар-Дуниаш“. Царските укази били изсечени на камъни кудуру. На запад, от остатъците от аморейска Вавилония се въздигнали Угарит и Амуру.
През 14 век пр.н.е. възникнала асирийската опасност за каситското управление във Вавилон. При управлението им на особена почит били жреците и търговците, а каситите полагали големи грижи за ирагационните съоръжения в двуречието. . Култът към Мардук бил на почит. Развили се е връзките с Древен Египет (династически бракове, търговия и дипломатическа кореспонденция).
Края на каситска Вавилония сложили еламитите, а последния каситски цар Елил-надин-ахе бил отведен в плен в Елам. За наместник във Вавилон бил назначен еламски служител, а еламитите продължили военните си походи на юг и на север от каситска Вавилония. .